# Drogomił
Drogomił, Dromił – staropolskie imię męskie, złożone z członów Dro(go)- ("drogi") i -mił ("miły"). Mogło ono oznaczać "drogi i miły".
Drogomił imieniny obchodzi 21 kwietnia i 18 lipca.

## Miejscowości pochodzące od imienia
- Droglowice – wieś na Dolnym Śląsku[1].

Zobacz też:
- Drogomil